# Gen suïcida
Un gen suïcida és un material genètic manipulat en laboratori amb la finalitat d'induir la mort cel·lular (apoptosi). S'utilitza en la teràpia gènica del càncer. En aquests casos, el gen suïcida s'injecta en algunes cèl·lules canceroses amb la finalitat de sensibilitzar-les a un fàrmac exogen que d'altra manera els resulta innocu, així en exposar les cèl·lules al fàrmac, aquestes reaccionen produint una toxina que ocasiona la mort cel·lular.